# Nyborg
För andra betydelser, se Nyborg (olika betydelser).
Nyborg (äldre danska: Nyeborg) är en tätort och stad i Region Syddanmark i södra Danmark. Den ligger på ön Fyn, cirka 28 kilometer sydost om staden Odense. Tätorten har 17 902 invånare (2024). Den agerade Danmarks huvudstad fram till tidigt 1400-tal. 
Nyborg är centralort i Nyborgs kommun, vilken sedan 2007 hör under Region Syddanmark, och ligger intill Stora Bältbron som förbinder Fyn med Själland. Innan Stora Bältbron uppfördes var Nyborg en viktig hamnstad på grund av den omfattande färjetrafiken mellan Fyn och Själland. Nyborg är dock fortfarande en viktig transportknut då motorvägen E20 och järnvägen mellan Köpenhamn och Odense passerar staden.

## Historia
Nyborgs slott anlades på platsen vid 1100-talets slut, vilket gör det till den äldsta kungaborgen i Norden. Staden omnämndes för första gången 1202 av Erik Menved. Vid sekelskiftet 1200 växte den första bebyggelsen fram kring slottet och stadens äldsta delar anses ha varit belägna i Helgetoften norr om slottet, där stadens sjukhus är beläget idag. I detta område uppfördes en kyrka omkring år 1175, vilken var stadskyrka fram till 1534 då stadsdelen brändes ned under det danska inbördeskrig (Grevefejden) som uppstod på grund av reformationen. Staden kom dock huvudsakligen att växa fram på holmarna öster om slottet och blev en tidigt viktig stad på grund av sin centrala belägenhet. Staden fick köpstadsrättigheter 1271 och var residensstad för Nyborg Len. Många regenter bodde på Nyborgs slott när de befann sig på Fyn, och det var regenterna drottning Margareta och Kristian III som lät upprätta dagens stadskyrka Vor Frue Kirke (1380-talet) respektive stadens nuvarande stadskärna innanför stadsvallen.
Nyborg var under 250 år (1183-1413) värd för de riksförsamlingar som gick under benämningen "danehof", vilka var årliga möten mellan den danska kungen och rikets mäktigaste män. Dessa möten var av mycket stor politisk betydelse då de hade både lagstiftande och dömande befogenheter. Det var vid 1282 års möte som kung Erik Klipping skrev under en bestämmelse (da: håndfæstning) där det bland annat framgick att ingen fick fängslas utan en rättslig dom. Denna bestämmelse har ibland kallats för "Danmarks första grundlag". Det sista mötet i staden ägde rum 1413 (efter drottning Margareta I:s död) då det därefter förflyttades till Köpenhamn på Erik av Pommerns initiativ, eftersom Nyborg mist sin centrala belägenhet i samband med att Kalmarunionen upprättades 1397. Staden förlorade därmed sin status som regeringssäte och huvudstad.
Nyborg upplevde en tid av blomstring under 1500-talet, då staden växte och omgavs av vallgrav. Stadens köpmän fick ett ekonomiskt uppsving då de fick goda intäkter från försäljningen av sädesslag och kreatur från östra Fyn. Dessa in natura-produkter hade samlats in av stadens administration genom skatter och avgifter för att köpmännens försäljning av dem skulle ge staden inkomster. Båttrafik mellan Nyborg och Korsør på Själland förekom redan på medeltiden och de båda städerna blev under 1600-talets början viktiga transitstäder då de ingick i postrutten mellan Hamburg och Köpenhamn. Nyborg var också ett viktigt säte för tullen (Strømtolden) 1560-1856, vilken tog ut avgifter från utländska fartyg som passerade Stora Bält. 
Under åren 1660-1800 befann sig staden i en djup ekonomisk kris på grund av att slottet förlorade sin status som regentbostad i samband med att det danska enväldet infördes 1660. Istället blev Nyborg en viktig stad ur militär synpunkt och var en av de tre största garnisonsstäderna i Danmark tillsammans med Köpenhamn och Fredericia. Denna status behöll staden fram till 1913. På 1720-talet lät kung Fredrik IV riva stora delar av slottet för att använda byggmaterialet till Odense slott och idag återstår endast en av slottets ursprungligen fyra längor.
År 1659 intogs staden, nästan utan strid, av svenskarna under befäl av kung Karl X Gustav, men befriades efter två år av danska och utländska trupper under befäl av fältmarskalkerna Hans Schack, Ernst Albrecht och Eberstein, samt av den nederländska flottan under ledning av amiral De Ruyter.
Halva staden ödelades 1797 i samband med en brand som uppstod på en gästgivaregård. Ungefär 150 gårdar lades i aska men både Vor Frue Kirke och prästgården (från 1410-talet) räddades. Det var ur denna brand som dagens Nyborg fick en del av sin nuvarande stadsbild med nyklassicistiska hus och köpmannagårdar.
Stadens fästning lades ned 1867 och jordvallen började rivas ned för att möjliggöra en utvidgning av staden. De landarealer som den gamla vallen upptog köptes upp av staden och såldes till invånarna, som på dessa lät bygga nya hus. År 1899 gick dock stadens invånare ut i protest mot fortsatta rivningar av den gamla jordvallen, och somliga delar av den finns därmed kvar än idag.

### Nyborg under andra världskriget
Nazityskland ockuperade Danmark 9 april 1940. Till Nyborg anlände tre tyska marinfartyg, ur vilka soldater gick i land och intog strategiska byggnader i staden. Bland dessa kan nämnas telegrafstationen, järnvägsstationen, färjorna och Essos olje- och bensinlager på Avernakke. Också torpedfartyget Ørnen som låg i Nyborgs hamn intogs. De tyska trupperna lät sedan upprätta kontrollstationer vid alla vägar som ledde ut ur staden samt luftvärnskanoner i och omkring staden.
Natten mellan 28 och 29 juni 1940 utsattes olje- och bensinlagret på Avernakke för ett flygangrepp med brand- och sprängbomber av brittiska Royal Air Force (RAF). Trots att lagret var lätt att urskilja bland den övriga bebyggelsen drabbades många byggnader i omkringliggande områden så hårt att de blev obeboeliga. Många invånare valde därmed att finna ett tillfälligt boende på en mindre utsatt plats av rädsla för flera bombningar av brittiska plan. Inga människor kom dock till skada och RAF genomförde inga fler bombningar av Nyborg.
Liksom i övriga danska städer drabbades Nyborg under sensommaren 1943 av strejker då motståndet mot den tyska ockupationsmakten hade växt sig stor över hela landet. Först ut var de anställda vid stadens järngjuteri (Nyborg Jernstøberi) som gick ut i strejk 20 augusti, vilket snabbt spred sig till flera arbetsplatser i staden. Undantagstillstånd utlystes i hela landet av tyskarna 29 augusti och för Nyborgs del innebar det tyskt överfall på de danska soldater som var inkvarterade på Hotel Nyborg Strand och på vandrarhemmet på Østerøvej. Konfrontationen ledde till förluster av människoliv på båda sidor och tyskarna lät dessutom avsätta stadens poliskår och själva överta alla polisiära uppgifter. Den senare aktionen var en konsekvens av att tyskarna beslöt att avsätta den danska polisen och låta Gestapo överta landets polisiära funktioner. Många danska poliser över hela landet blev deporterade till Frøslevlägret på den danska sidan om den dansk-tyska gränsen eller direkt till tyska koncentrationsläger.
Parallellt med dessa händelser bildades den första organiserade motståndsgruppen i Nyborg, vilket skedde på initiativ av två brittiska fallskärmsjägare som i förväg fått adresser på människor som de kontaktade. Gruppen upplöstes dock efter c:a ett år på grund av att en angivare hade lyckats ta sig in. Det fick som konsekvens att tre av gruppens medlemmar blev arresterade av Gestapo. En ny grupp bildades i maj 1944 och bestod vid nyårsskiftet 1944/1945 av c:a 130 personer. Genom brittiska flygplanssändningar fick man tillgång till vapen och med hjälp av flera sockenpräster i och omkring staden upprättades gömställen och falska adresser för att vilseledda Gestapos uppmärksamhet. På grund av allt mer omfattande tyska truppförflyttningar under 1945 genomförde Nyborgs motståndsgrupp flera sabotageaktioner av järnvägsspår, samt av Nyborg Station och Ullerslev Station, för att stoppa så många av dessa som möjligt. På uppdrag av Danmarks Frihedsråd genomfördes även en befrielseaktion av 20 motståndsmedlemmar som var internerade i stadens fängelse.
Vid krigsslutet kom motståndsrörelsen under en kort period att överta uppgiften som upprätthållare av lag och ordning. I Nyborg liksom i övriga Danmark förekom arresteringar av kollaboratörer, desarmering av minor samt inkvartering av de stora flyktingströmmarna från Tyskland.

## Näringsliv
Nyborg var under en lång tid en av Danmarks viktigaste hamnstäder, då färjetrafiken mellan Fyn och Själland var av avgörande betydelse för kommunikationerna mellan de olika landsdelarna. I samband med att Stora Bältbron öppnades 1998 upphörde färjetrafiken för tåg 1997 och för bilar 1998. Hamnen har sedan dess mest använts för godstrafik. I staden finns flera mellanstora industriföretag med tillverkning av bland annat livsmedel, tjära och plast samt mindre tillverkare av olika metallprodukter, däribland järn. I staden finns dessutom Kommunekemi A/S sedan 1971, vilket är Danmarks centrala anläggning för behandling av giftigt avfall.
I Nyborg finns flera näringslivsbefrämjande verksamheter. Bland dessa är Østfyns Erhvervsråd, vilket är en förening som arbetar för främjandet av näringslivet på östra Fyn. Bland dess medlemmar finns regionens kommuner, företag, organisationer, föreningar och privatpersoner. År 2004 etablerades en avdelning av Dansk Selskabs Rådgivning A/S i Nyborg, vilken erbjuder kurser i informationsteknologi för företag.
Nyborg hade under 1800- och 1900-talen ett stort antal urmakare och guldsmeder.

## Demografi
|                | Befolknings- utveckling | Åldersfördelning | Härkomst | Andel par med barn | Andel radhus | Personlig inkomst | Inkomst per hushåll | Andel med högre utbildning | Flyttningar | Andel sysselsatta invånare |
| -------------- | ----------------------- | ---------------- | -------- | ------------------ | ------------ | ----------------- | ------------------- | -------------------------- | ----------- | -------------------------- |
| Nyborg         | + 2,7 %                 | 59,4 %           | 91,7 %   | 17,8 %             | 35,7 %       | 252 100           | 45,2 %              | 17,7 %                     | 4,9 %       | 46,5 %                     |
| Riksgenomsnitt | + 0,9 %                 | 57,9 %           | 92,2 %   | 19,0 %             | 43,5 %       | 254 486           | 44,4 %              | 15,9 %                     | 1,6 %       | 48,3 %                     |

(Källa:)

## Vänorter
- Kolobrzeg, Polen
- Mariestad, Sverige
- Sandnes, Norge

## Kända personer
- Carl Aarsleff
- Erik Balling
- Bodil Begtrup
- Elsebeth Egholm
- Holger Juul Hansen
- Kristian II
- Helge Kjærulff-Schmidt
- Holger Rasmussen
- Signe Svendsen

## Bilder

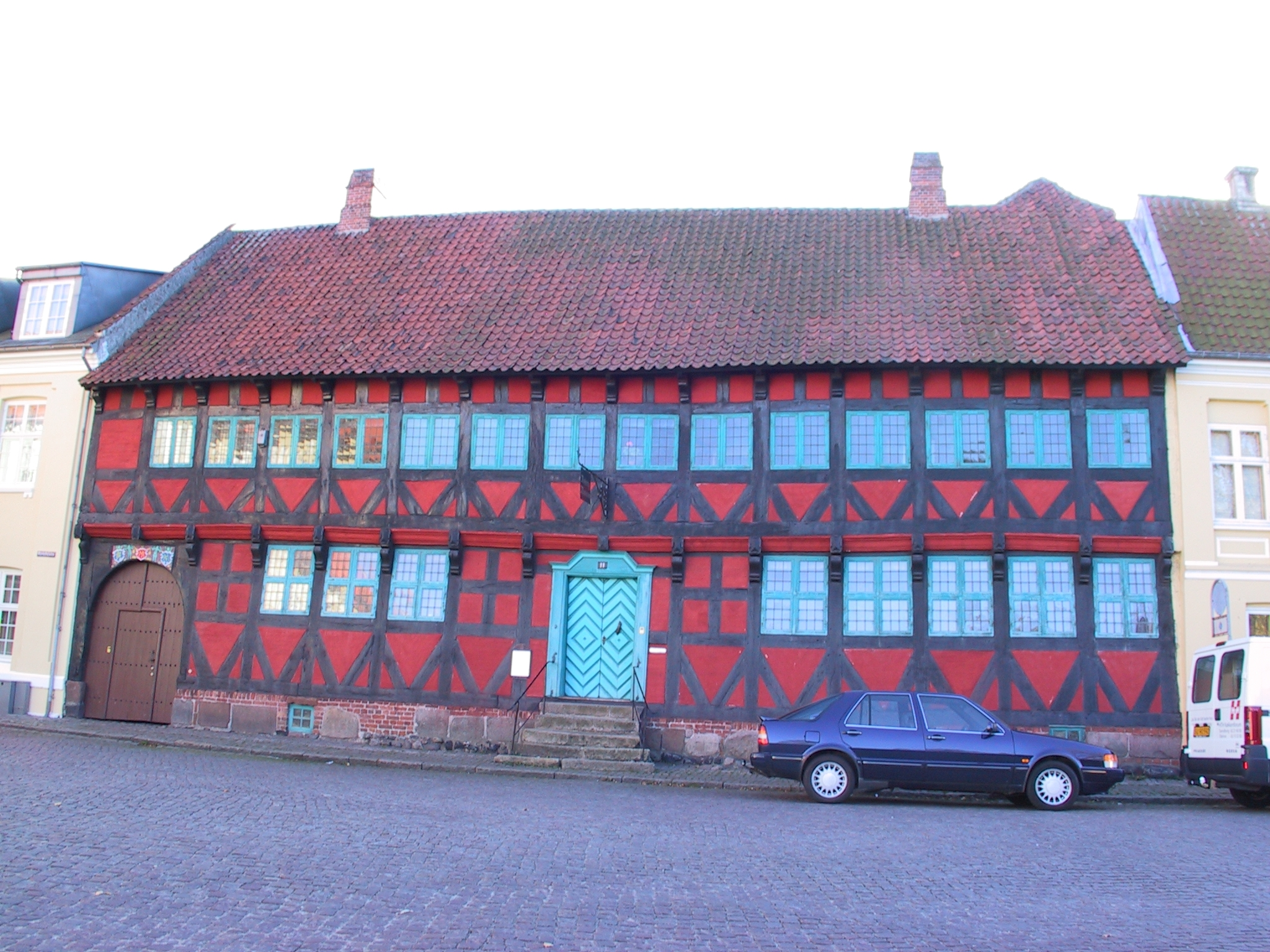
Stadsmuseet Mads Lerches Gård.
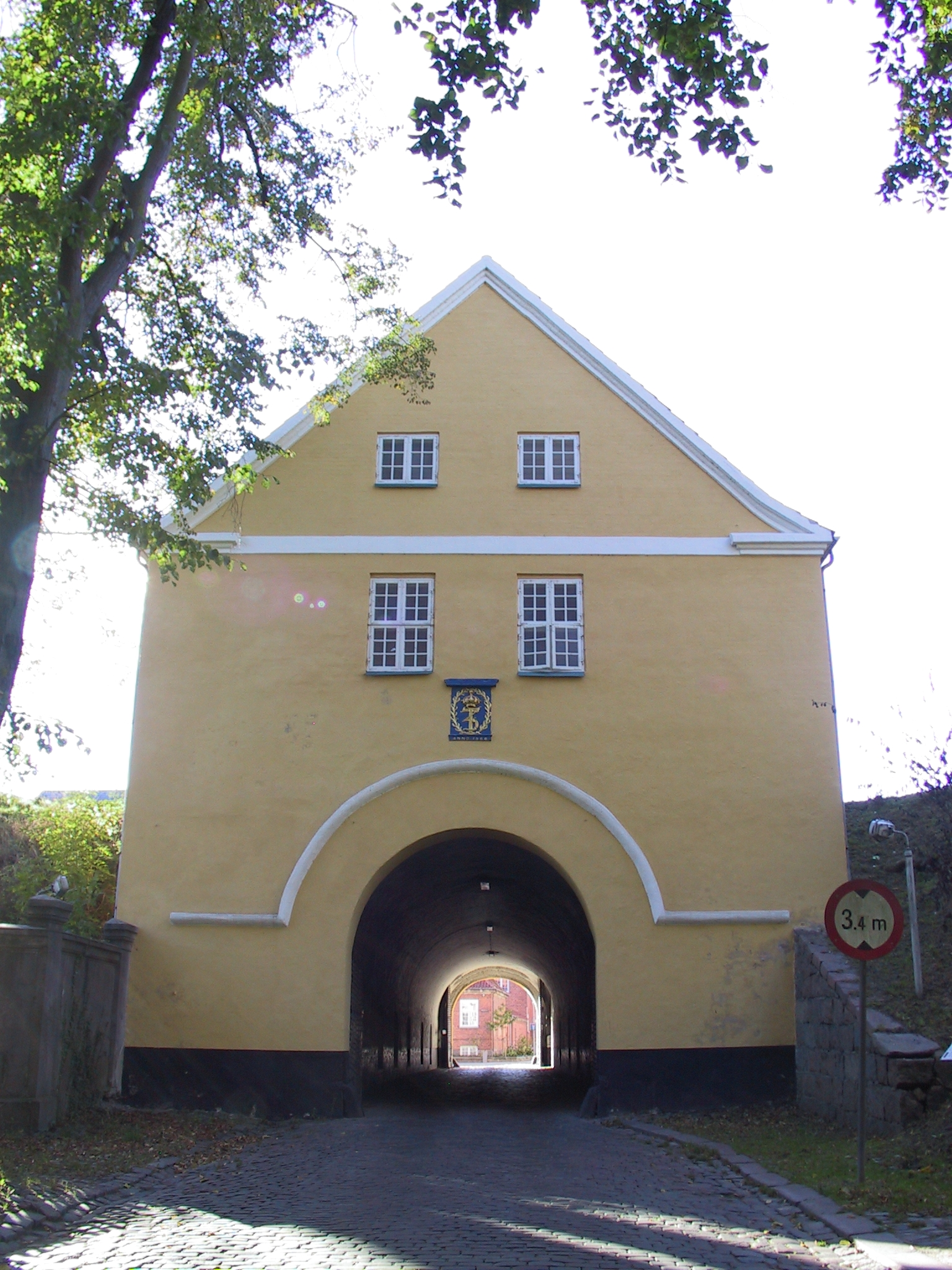
Den 40 meter höga Landporten.
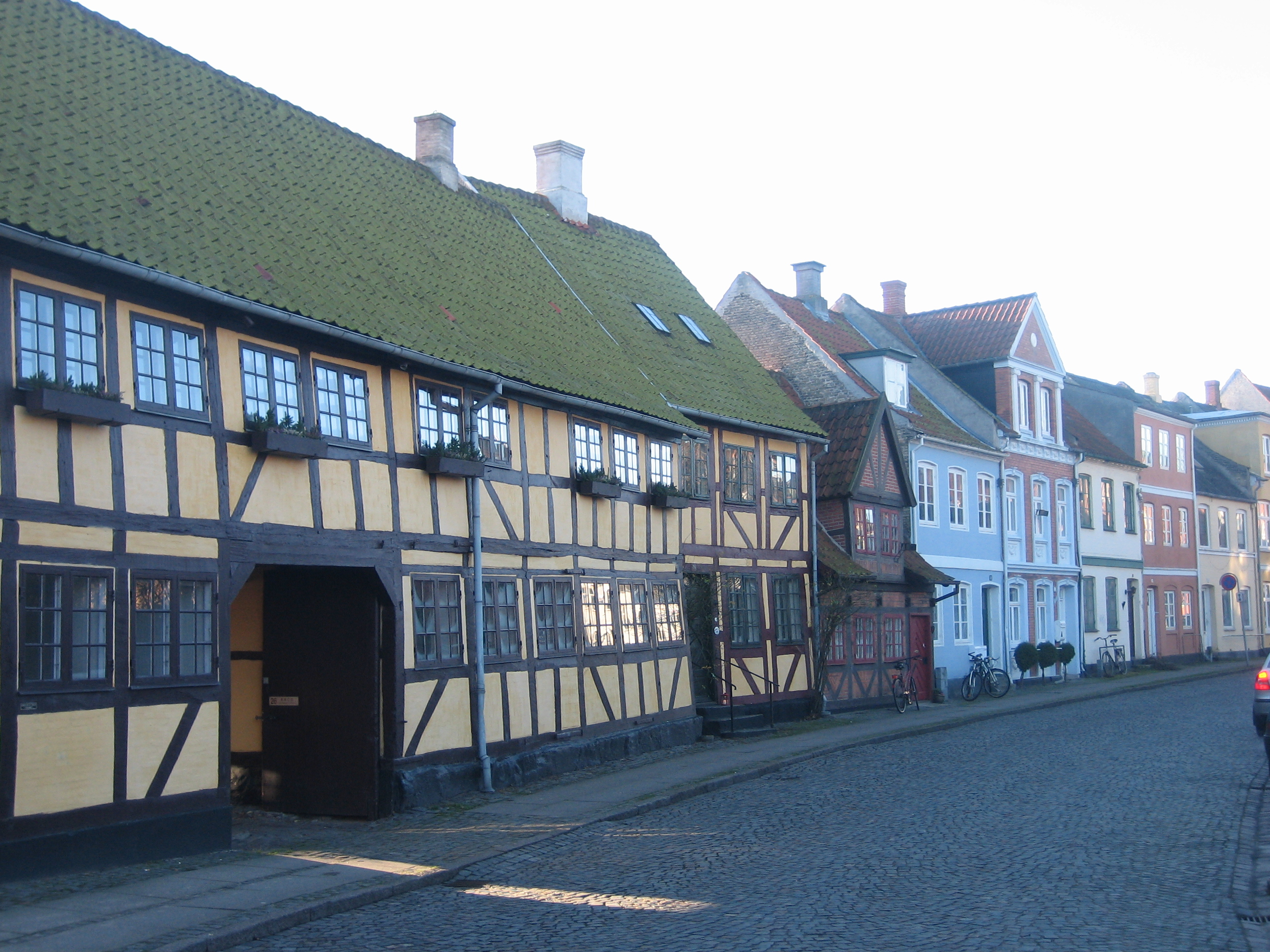
Gata i Nyborg.
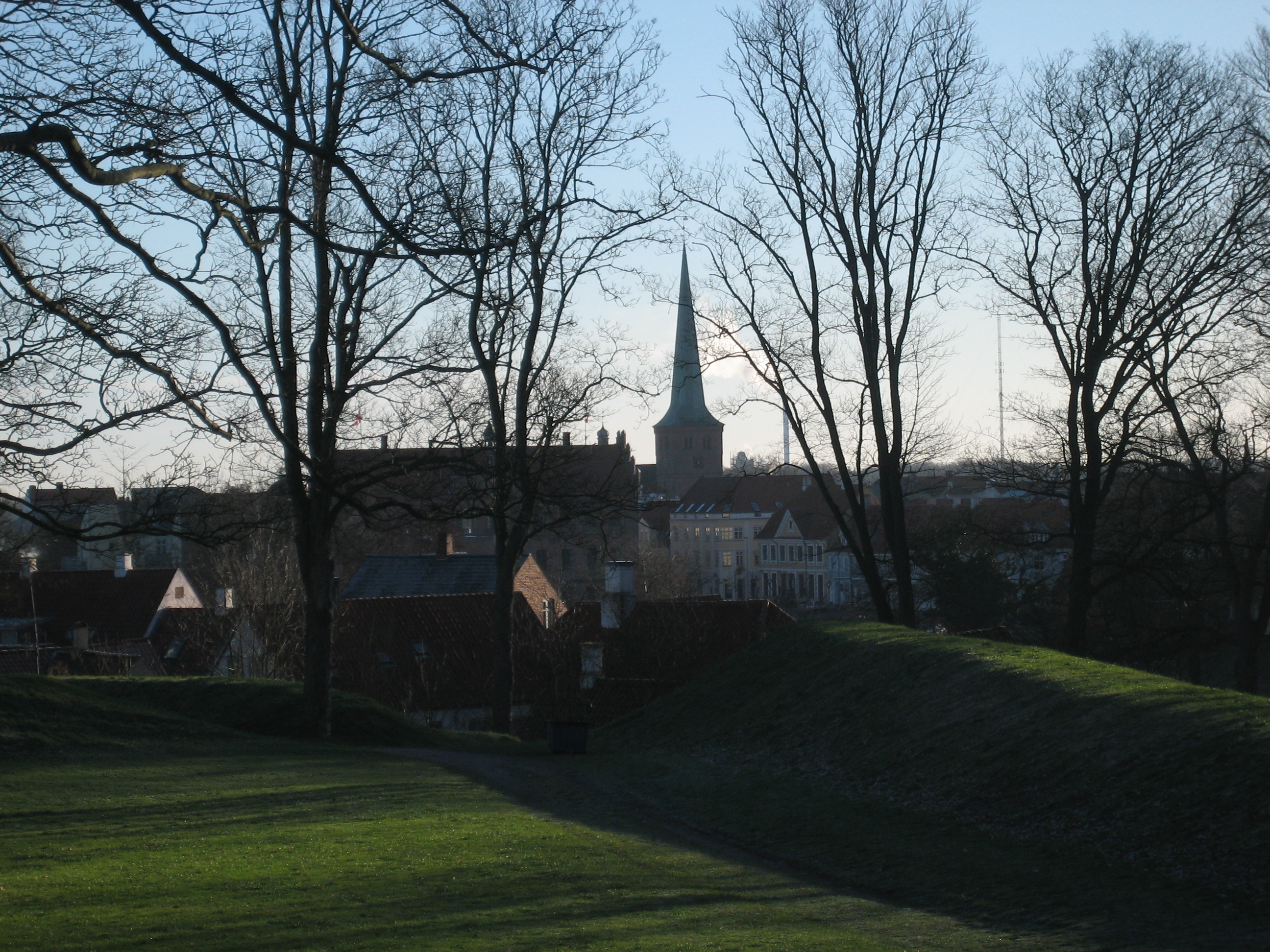
Nyborg Vold och Vor Frue Kirke.
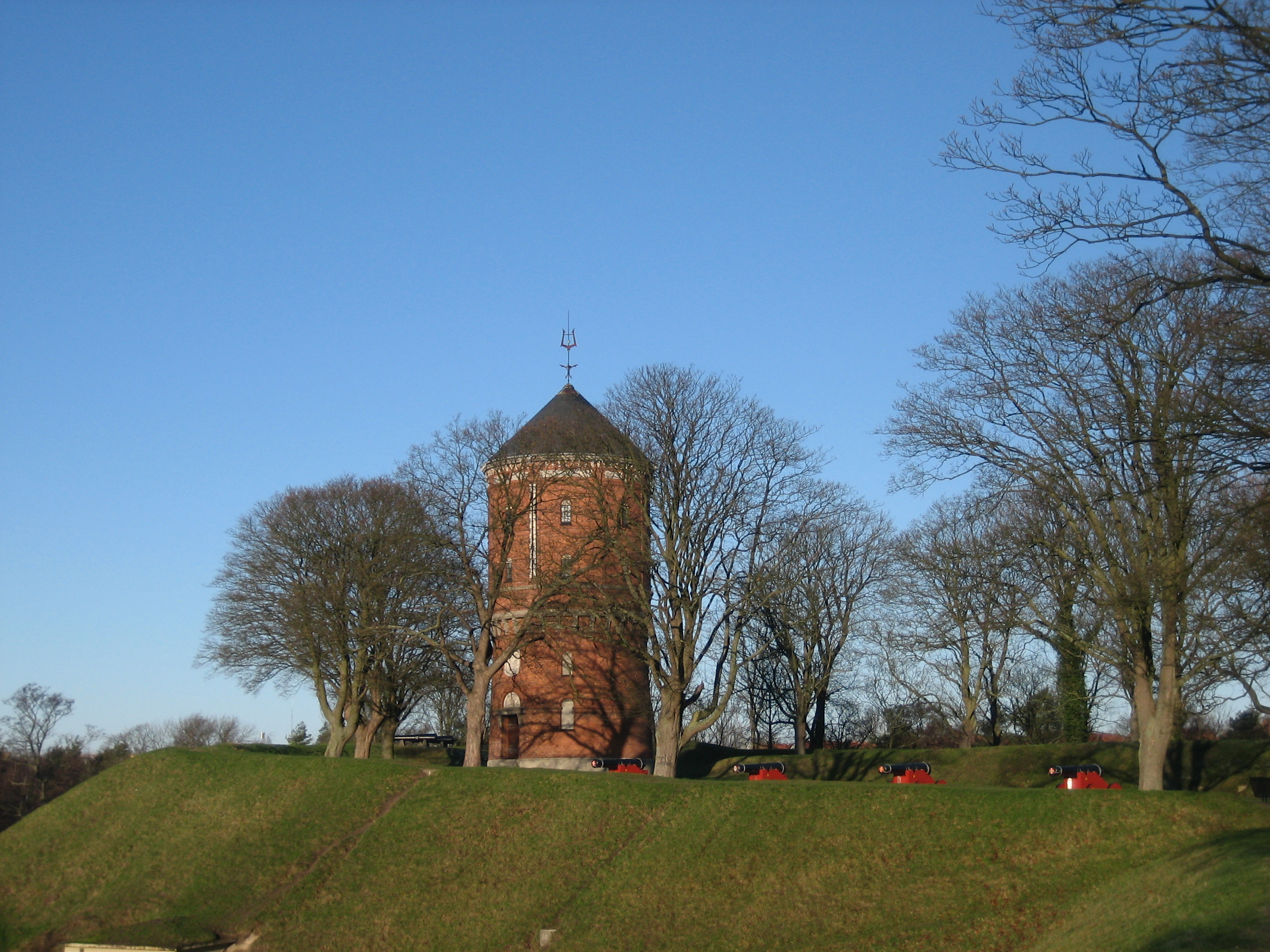
Vattentornet på Dronningens Bastion.
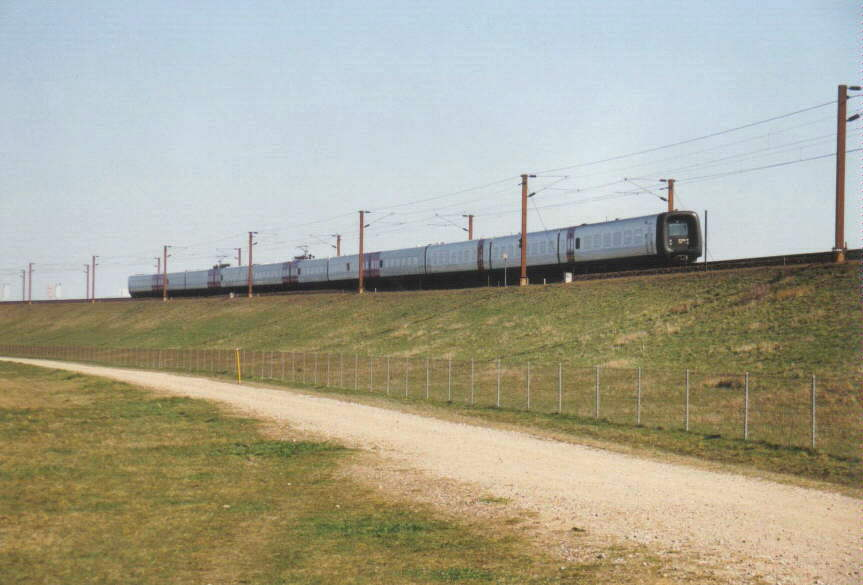
InterCity-tåg på väg mot Nyborg från Stora Bältbron.
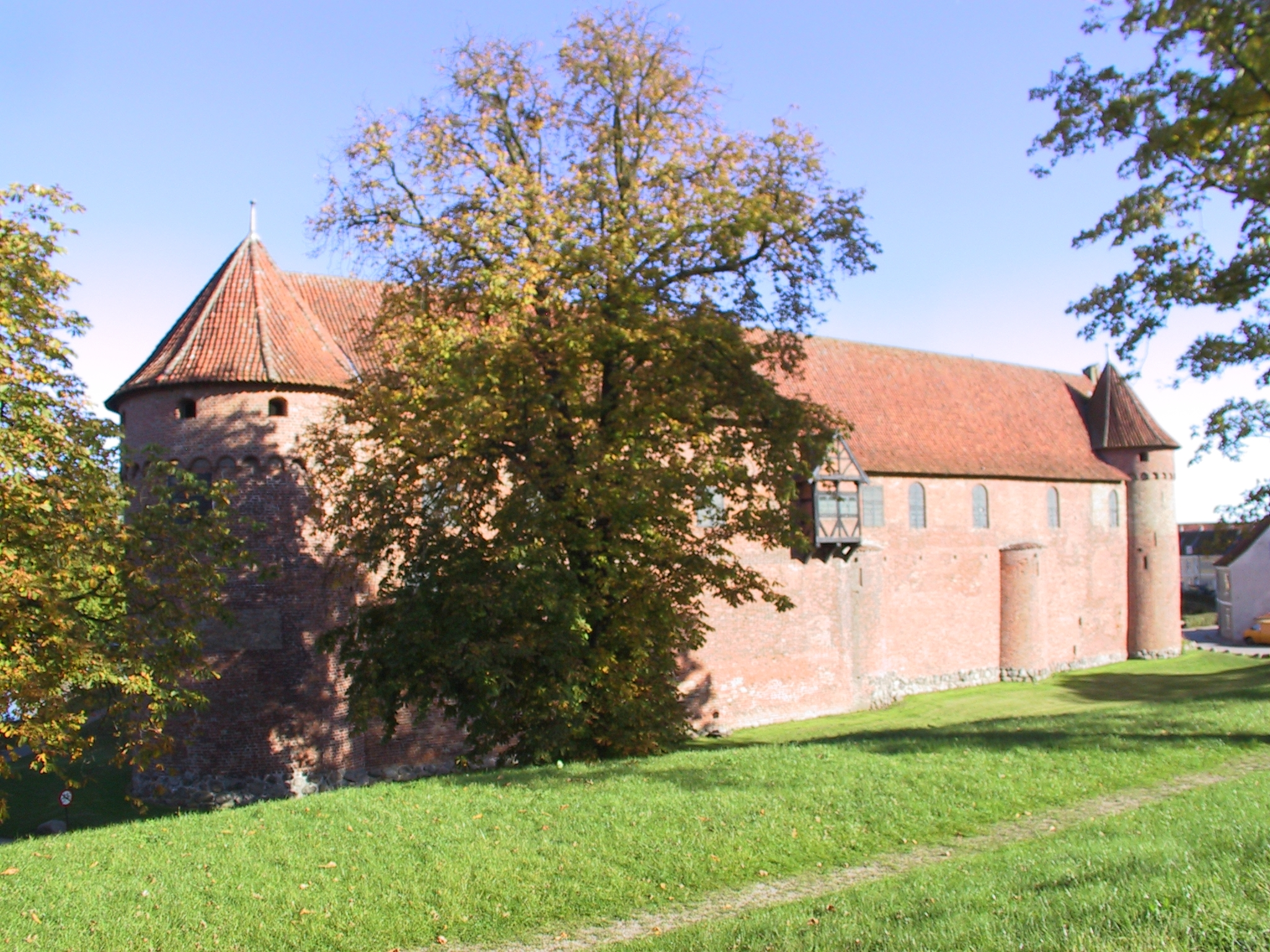
Nyborgs slott.
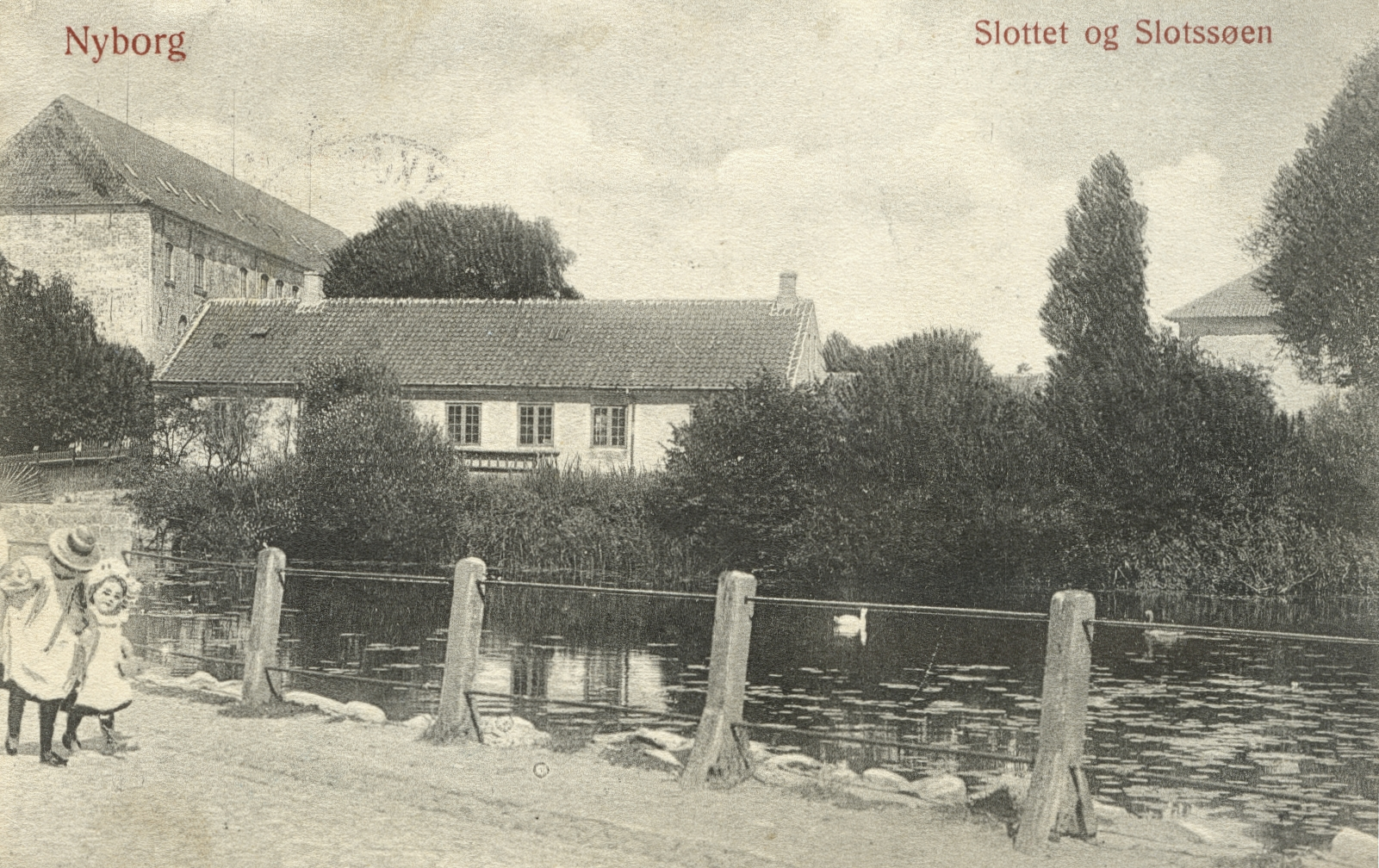
Slottet och slottssjön på vykort från början av 1900-talet.